# Gilbert Cawood
Gilbert Mervyn „Gil“ Cawood (* 4. Dezember 1939 in Hamilton; † 28. August 2022 ebenda) war ein neuseeländischer Ruderer.

## Biografie
Gilbert Cawood war Gründungsmitglied des Waikato Rowing Club. 1964 gewann er mit dem Achter seinen ersten nationalen Meistertitel. 1966 wurde er erstmals in den Nationalkader Neuseelands berufen und wurde für die Olympischen Spiele 1968 nominiert. Mit der neuseeländischen Crew wurde er in der Achter-Regatta Vierter. Bei den Weltmeisterschaften 1970 in St. Catharines gewann er mit dem Achter Bronze.
In den 1970er und 1980er Jahren war er unter anderem Trainer der Hamilton Boy’s High School.